# Kalle Parviainen
Kalle Parviainen est un footballeur finlandais, né le 3 octobre 1982 à Kuopio en Finlande. Il évolue comme défenseur.

## Palmarès
Kuopion Palloseura
- Championnat de Finlande de D2
  - Champion (1) : 2004